# Anna (1951)
Anna é um filme franco-italiano de 1951, do gênero drama romântico, dirigido por Alberto Lattuada. 
Ficou conhecido no Brasil graças a um número musical, no qual a atriz Silvana Mangano interpreta um baião cantado em espanhol.